# Лавриненко Наталія Петрівна
Наталія Петрівна Лавриненко (нар. 30 березня 1977; Кричів, Білоруська РСР) — білоруська веслувальниця, бронзова призерка Олімпійських ігор 1996 року. Заслужений майстер спорту Республіки Білорусь з академічного веслування.

## Біографія
Наталія Лавриненко народилася 30 березня 1977 року в місті Кричів, Могильовської області. Навчалася в середній школі № 1. Академічним веслуванням почала займатися з тринадцяти років. Підготовку проходила в могильовському державному училищі олімпійського резерву. Її тренерами були Дмитро Санковський та Василь Попов.
Зуміла пробитися в національну збірну Білорусі. Дебютувала на чемпіонаті світу 1995 року серед молоді, де посіла п'яте місце в парних четвірках. Вдалі виступи спортсменки дали їй можливість представити Білорусь на Олімпійських іграх 1996 року, що проходили в Атланті. Лавриненко виступала у складі розпашного екіпажу-вісімки. Окрім неї, учасниками екіпажу були: Тамара Давиденко, Марина Знак, Олена Микулич, Наталія Стасюк, Наталія Волчек, Валентина Скрабатун, Олександра Панкіна та рульова Ярослава Павлович. У фіналі цей екіпаж поступився збірним Румунії та Канади, ставши бронзовими призерами. За це досягнення спортсменка була нагородженна званням Заслуженого майстра спорту Республіки Білорусь.
Протягом наступних років продовжувала змагатися на різних турнірах, однак добитися вагомих результатів спортсменці більше не вдалося. У 2000 році, під час тренувальних зборів у Бресті, здала позитивну допінг пробу. У її крові були виявлені сліди анаболіка епіметендіолу. Рішенням Міжнародної федерації веслувального спорту була пожиттєво дискваліфікована від змагань. Після цього її спортивна кар'єра завершилася, і вона почала займатися тренерською діяльністю. Працювала тренером з академічного веслування у спортивному товаристві «Спартак». В теперішній час працює інструктором-методистом Могильовського державного училища олімпійського резерву.

## Виступи на Олімпіадах
| Олімпіада    | Дисципліна | Місце |
| ------------ | ---------- | ----- |
| Атланта 1996 | вісімки    | 3     |